# Plesiopelma myodes
Plesiopelma myodes är en spindelart som beskrevs av Pocock 1901. Plesiopelma myodes ingår i släktet Plesiopelma och familjen fågelspindlar.
Artens utbredningsområde är Uruguay. Inga underarter finns listade i Catalogue of Life.